# Ion Arcescu

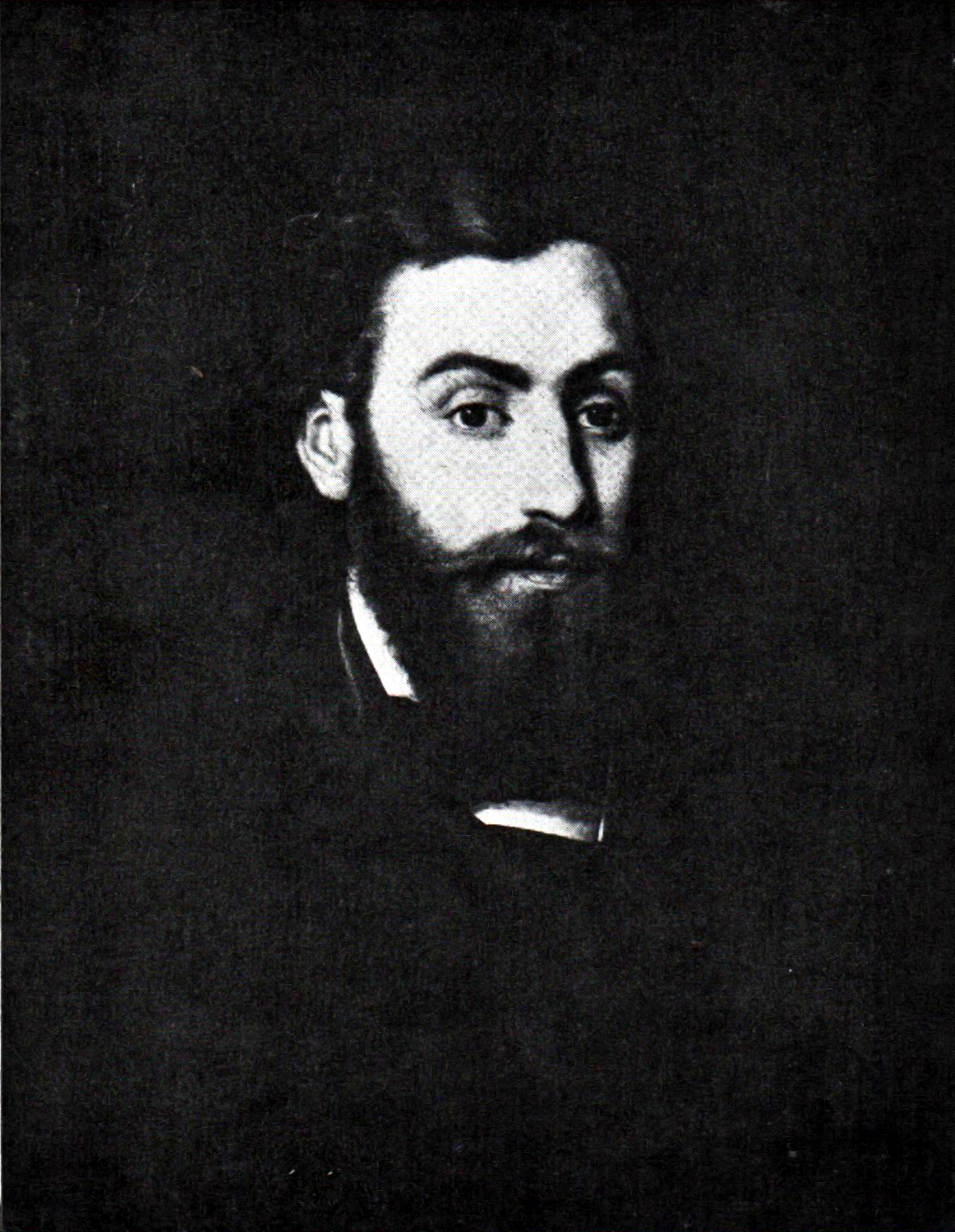
Portretul lui Ion Arcescu realizat de Gheorghe Tattarescu

Iancu Ion (Ioan) Arcescu (n. 28 martie 1816, Arcești, Olt – d. 17 aprilie 1851 / 1857) a fost un revoluționar român de la 1848, care a fost numit de Guvernul Provizoriu al Țării Românești ca prefect al județului Romanați. În pronaosul bisericii din Arcești există două morminte. Unul este al lui Iancu (Ioan) Arcescu. El a fost unul din cei cinci copii ai proprietăresei moșiei de la Arcești, Ilinca Arceasca. Pe piatra funerară se mai vede încă textul „Sunt fratele mai mare! / Din cinci ce am perdut! / Eu sunt Iancu Arcescu / De multe zile sunt / În lume am lăsat / O mumă desperată / O soață adorată / În mâna ta armată.”

## Referinte
1. ↑  http://www.memoriaoltului.ro Arhivat în 2 martie 2021, la Wayback Machine.: Eroi și Monumente din Olt și Romanați Arhivat în 19 octombrie 2020, la Wayback Machine. - nr. 1 , martie 2012, pag. 55, accesat 30 aprilie 2020